# Indios de San Francisco de Macorís
Los Indios de San Francisco de Macorís es un equipo profesional de baloncesto de la República Dominicana con sede en San Francisco de Macorís, Provincia de Duarte. Participa en la Liga Nacional de Baloncesto, y juegan sus partidos como local en el Pabellón Mario Ortega.
La franquicia cuenta con dos campeonatos nacionales, obtenidos en 2013 y 2019, cuando derrotaron a los Titanes del Licey y a los Metros de Santiago en los años respectivos.

## Historia
El equipo comenzó su participación en la Liga Dominicana de Baloncesto (Lidoba) (actual Liga Nacional de Baloncesto) en 2005, en la primera temporada de la liga. En 2009, la liga anunció que la temporada de 2009 se canceló debido a problemas económicos de la liga y las franquicias de la misma. Después del parón de 2009, la liga Lidoba pasó a ser nombrada como la Liga Nacional de Baloncesto.

## Trayectoria
| Año                                | Circuito                                   | Posición                                   | G                                          | P                                          | %                                          | Playoffs                                                           | Resultado                                                       |
| ---------------------------------- | ------------------------------------------ | ------------------------------------------ | ------------------------------------------ | ------------------------------------------ | ------------------------------------------ | ------------------------------------------------------------------ | --------------------------------------------------------------- |
| Indios de San Francisco de Macorís |                                            |                                            |                                            |                                            |                                            |                                                                    |                                                                 |
| 2005                               | —                                          | 3º                                         | 12                                         | 9                                          | .571                                       | Pierde la Semifinal                                                | Reales 3, Indios 2                                              |
| 2006                               | Norte                                      | 2º                                         | 13                                         | 10                                         | .565                                       | Pierde la Primera ronda                                            | Marineros 2, Indios 0                                           |
| 2007                               | Norte                                      | 3º                                         | 10                                         | 13                                         | .435                                       | Pierde la Primera ronda                                            | Metros 2, Indios 1                                              |
| 2008                               | Norte                                      | 3º                                         | 9                                          | 10                                         | .474                                       | Gana la Primera ronda Pierde la Semifinal                          | Indios 2, Metros 0 Reales 3, Indios 2                           |
| 2009                               | No hubo torneo                             | No hubo torneo                             | No hubo torneo                             | No hubo torneo                             | No hubo torneo                             | No hubo torneo                                                     | No hubo torneo                                                  |
| 2010                               | Norte                                      | 3º                                         | 4                                          | 5                                          | .444                                       | Pierde la Primera ronda                                            | Tiburones 2, Indios 1                                           |
| 2011                               | Norte                                      | 2º                                         | 10                                         | 10                                         | .500                                       | Pierde la Semifinal                                                | Cocolos 3, Indios 1                                             |
| 2012                               | Norte                                      | 1º                                         | 14                                         | 6                                          | .700                                       | Gana la Semifinal Pierde la Serie Final                            | Indios 4, Titanes 0 Cañeros 4, Indios 2                         |
| 2013                               | Norte                                      | 2º                                         | 13                                         | 7                                          | .650                                       | Gana la Semifinal Gana la Serie Final                              | Indios 3, Metros 2 Indios 4, Titanes 3                          |
| 2014                               | Norte                                      | 4º                                         | 6                                          | 14                                         | .300                                       | —                                                                  | —                                                               |
| 2015                               | Norte                                      | 4º                                         | 4                                          | 16                                         | .200                                       | —                                                                  | —                                                               |
| 2016                               | Norte                                      | 4º                                         | 5                                          | 15                                         | .250                                       | —                                                                  | —                                                               |
| 2017                               | Norte                                      | 2º                                         | 13                                         | 7                                          | .650                                       | Pierde la Semifinal                                                | 2-4 en el Round Robin                                           |
| 2018                               | Norte                                      | 1º                                         | 12                                         | 6                                          | .667                                       | Pierde la Semifinal                                                | Reales 3, Indios 1                                              |
| 2019                               | —                                          | 2º                                         | 8                                          | 7                                          | .533                                       | Gana la Semifinal Gana la Serie Final                              | Indios 3, Soles 0 Indios 4, Metros 3                            |
| 2020                               | No hubo torneo por la pandemia de COVID-19 | No hubo torneo por la pandemia de COVID-19 | No hubo torneo por la pandemia de COVID-19 | No hubo torneo por la pandemia de COVID-19 | No hubo torneo por la pandemia de COVID-19 | No hubo torneo por la pandemia de COVID-19                         | No hubo torneo por la pandemia de COVID-19                      |
| 2021                               | —                                          | 8°                                         | 4                                          | 10                                         | .286                                       | —                                                                  | —                                                               |
| 2022                               | —                                          | 1°                                         | 8                                          | 6                                          | .571                                       | Clasifica en primera ronda Gana la Semifinal Pierde la Serie Final | 4-1 en fase de eliminación Indios 3, Soles 1 Leones 4, Indios 3 |
| 2023                               | —                                          | 5°                                         | 7                                          | 7                                          | .500                                       | Clasifica en primera ronda Pierde la Semifinal                     | 7-3 en fase de eliminación Titanes 3, Indios 2                  |
| 2024                               | —                                          | 5°                                         | 8                                          | 6                                          | .571                                       | Eliminado en primera ronda                                         | 4-5 en fase de eliminación                                      |
| 2025                               | —                                          | 4°                                         | 7                                          | 7                                          | .500                                       | Clasifica en primera ronda Pierde la Semifinal                     | 6-4 en fase de eliminación Metros 3, Indios 1                   |
| Totales                            | Totales                                    | Totales                                    | 167                                        | 171                                        | .494                                       |                                                                    |                                                                 |
| Playoffs                           | Playoffs                                   | Playoffs                                   | 62                                         | 58                                         | .517                                       | 2 Campeonatos                                                      | 2 Campeonatos                                                   |

## Números retirados
- 4 - Richard Ortega[6]